# Eleições legislativas na Áustria em 1975
As eleições legislativas austríacas de 1975 foram realizadas a 5 de Outubro. Os resultados deram uma nova vitória e maioria absoluta ao Partido Socialista da Áustria, algo que, permitiu a Bruno Kreisky continuar como chanceler .

## Resultados Oficiais
| Partido                     | Partido                     | Votos     | %               | +/-   | Deputados | +/-     |
| --------------------------- | --------------------------- | --------- | --------------- | ----- | --------- | ------- |
|                             | Partido Socialista          | 2 326 201 | 50,42 / 100,00  | 0,38  | 93 / 183  | Estável |
|                             | Partido Popular             | 1 981 291 | 42,94 / 100,00  | 0,18  | 80 / 183  | Estável |
|                             | Partido da Liberdade        | 249 444   | 5,41 / 100,00   | 0,04  | 10 / 183  | Estável |
| Barreira Eleitoral de 4,00% |                             |           |                 |       |           |         |
|                             | Partido Comunista           | 55 032    | 1,19 / 100,00   | 0,17  | 0 / 183   | Estável |
|                             | Outros (com menos de 1,00%) | 1 464     | 0,03 / 100,00   |       | 0 / 183   |         |
| Votos inválidos             | Votos inválidos             | 49 252    | 1,06 / 100,00   | 0,04  |           |         |
| Total                       | Total                       | 4 662 684 | 100,00 / 100,00 |       | 183 / 183 |         |
| Eleitorado/Participação     | Eleitorado/Participação     | 5 019 277 | 92,90 / 100,00  | 0,46  |           |         |
| Fonte                       | Fonte                       | [ 2 ]     | [ 2 ]           | [ 2 ] | [ 2 ]     | [ 2 ]   |